# Niarchos matiasi
Espèce
Niarchos matiasi est une espèce d'araignées aranéomorphes de la famille des Oonopidae.

## Distribution
Cette espèce est endémique de la province d'Orellana en Équateur,. Elle se rencontre à Puerto Francisco de Orellana vers 295 m d'altitude.

## Description
La femelle holotype mesure 1,54 mm.

## Étymologie
Cette espèce est nommée en l'honneur de Matias Izquierdo.

## Publication originale
- Platnick & Dupérré, 2010 : The Andean goblin spiders of the new genera Niarchos and Scaphios (Araneae, Oonopidae). Bulletin of the American Museum of Natural History, no 345, p. 1-120 (texte intégral).